# Accidente ferroviario de King's Cross
El accidente ferroviario de King's Cross se produjo el 4 de febrero de 1945 en la Estación de King's Cross de Londres, en la línea principal de la costa del Ferrocarril de Londres y del Noreste. Dos pasajeros murieron y otros 25 resultaron heridos, así como el asistente del tren. 

## Descripción

### Situación
La salida de la Estación de King's Cross se realiza a través del túnel de Gasworks, que tiene tres galerías, cada una de las cuales alojaba dos vías en la época del accidente. La galería central albergaba en su lado occidental la línea principal número 1 (inicialmente descendente) y una línea secundaria en su lado oriental (ascendente). Los trenes de los andenes 5, 6 y 7 alcanzaban la vía no. 1 de la línea principal en sentido descendente a través de un cruce desde la línea secundaria, controlada por el punto de paso no. 145. Un extremo de este cruce quedaba dentro del túnel. Cuando la orientación del punto de paso 145 se invertía, se podía llegar a la línea principal número 1 en sentido descendente desde las vías de los andenes 5, 6 o 7; cuando el punto de paso 145 estaba en sentido normal, se llegaba a la línea principal desde las vías de andén 8 a 17. La caja de señales que controlaba este itinerario se situaba al final de los andenes 5 y 6.
Tanto entonces como ahora, la vía estaba prácticamente nivelada a lo largo del andén 5; luego bajaba al 1% durante 146 yardas (133,5 m), hasta un punto 51 yardas (46,6 m) dentro del túnel, donde la línea pasa por debajo del Canal del Regente; para luego comenzar a subir con una inclinación del 0.95% a lo largo del túnel durante 1,25 millas (2 km). Debido a la rampa en el túnel, desde diciembre de 1943 se había dispuesto que los trenes pesados fuesen impulsados auxiliarmente durante las primeras 100 yardas (91,4 m) del recorrido por la locomotora que había arrastrado los vagones vacíos hasta el andén.
Durante la noche y la mañana del 3 al 4 de febrero de 1945, los desgastados carriles de la línea principal no. 1 habían sido reemplazados por otros nuevos, como parte del mantenimiento rutinario. Esta línea había estado en uso desde las 12:45 del 4 de febrero. Los carriles recién colocados tenían una adherencia más baja, y el primer tren (vacío) que circuló sobre ellos se deslizó sobre la pendiente.

### El tren
El 4 de febrero de 1945, el servicio de las 18:00 desde Kings Cross a Leeds estaba formado por 17 coches transportados por la locomotora no. 2512 Silver Fox.
La locomotora, una máquina de vapor de la Clase A4 tipo 4-6-2 con el no. 2512 llamada Silver Fox, había sido construida en 1935. Estaba en condiciones normales, pero ese día se experimentaron algunos problemas con los areneros.
El último coche era un compuesto de freno y vestíbulo, con el no. 1889, que se había construido en Doncaster en 1941 como parte de un pedido de diez unidades (autorizado en 1939 contra la orden no. 999). El diseño, conocido como Diagrama 314, utilizaba un bastidor de acero de 60 pies (18,3 m) de largo, montado sobre dos bogies cada uno con una distancia entre ejes de 8 pies 6 pulgadas (2,6 m), con sus centros espaciados a 43 pies (13,1 m). La caja tenía 61 pies 6 pulgadas (18,7 m) de largo, 9 pies 3 pulgadas (2,8 m) de ancho, y estaba construida en gran parte de madera, principalmente de teca. Consistía en dos compartimentos de primera clase en el centro con capacidad para seis viajeros cada uno, flanqueados a un lado por tres compartimentos de tercera clase que también tenían capacidad para seis personas cada uno, y en el otro lado por una sección de freno para el guardafrenos. Había un pasillo lateral y, a diferencia de otros diseños de compuestos de frenos anteriores a la guerra en el FLNE, las puertas externas en los lados de la carrocería estaban situadas en vestíbulos cerca de los extremos, en lugar de en los compartimentos, una característica que se había introducido gradualmente desde 1930.

### Suceso
En esta ocasión, el tren no recibió asistencia al arrancar, porque los vagones habían sido empujados (en lugar de arrastrados) hacia la plataforma, por lo que no había una locomotora en la parte trasera, como era habitual. El tren salió del andén 5 en la estación de King's Cross cinco minutos tarde y entró en el túnel de Gasworks. Cuando alcanzó la rampa en el extremo más alejado del túnel, la locomotora comenzó a deslizar sobre una sección del carril recién reemplazado. En ausencia de una locomotora auxiliar y con su propio sistema de areneros que no funciona completamente, la no. 2512 perdió la adherencia sobre los carriles y finalmente se detuvo. Ocupado por sus tareas en los controles de la máquina y operando en la oscuridad, el maquinista no se dio cuenta de que el tren se había detenido, y que a continuación comenzó a deslizarse hacia atrás.
Mientras tanto, el itinerario que el tren había dejado atrás (n. 145) se había situado para la próxima salida, que sería desde la vía del andén 10. Los coches para este servicio, el tren de las 19:00 de Aberdon a Aberdeen, ya estaban en el andén. El controlador de las señales se dio cuenta de que el tren de las 18:00 estaba retrocediendo y volvió para accionar los desvíos de forma que el tren se dirigiera hacia la vía desocupada del andén 15, pero llegó demasiado tarde; el primer bogie del coche trasero (BCK no. 1889) ya había pasado por el desvío. Esto hizo que cada uno de los dos bogies siguiera vías diferentes. La parte trasera del tren chocó con la parte delantera de los coches estacionados en la vía del andén 10. El coche trasero se elevó en el aire y golpeó un pórtico de señales, aplastando uno de los dos compartimentos de primera clase situado en el centro.  Murieron dos pasajeros, uno de los cuales era Cecil Kimber, el exdirector gerente y cofundador de la compañía de automóviles MG.

### Después del accidente
El pórtico de señales derribado en la colisión llevaba discos de derivación e indicadores de plataforma, además de las señales de advertencia principales. En una medida de emergencia, se introdujeron señales manuales para controlar los trenes de la línea principal utilizando los andenes 6 a 17, así como los movimientos hacia y desde el patio de locomotoras. Los servicios suburbanos se cancelaron temporalmente, dando la vuelta en Finsbury Park.
El coche no. 1889 sufrió daños tan graves que se debió achatarrar. Se había programado que se renumeraría como 10153, pero ese número permaneció sin usar.
Dos semanas después, se reemplazó el pórtico de señales, pero los servicios completos no se restablecieron hasta el 23 de febrero de 1945.
El accidente ha sido descrito como "algo extraño"  y "estúpido".
El oficial de inspección, coronel Wilson, concluyó en su informe que el fallo principal era responsabilidad del maquinista. Aunque le era difícil saber en qué dirección se estaba moviendo el tren en el túnel, debería haber anticipado la posibilidad de que pudiera estar retrocediendo después del prolongado deslizamiento. No se dio cuenta de que había ocurrido una colisión hasta unos minutos después de que el tren se hubiera detenido.
Un accidente similar ocurrió en Glasgow Queen Street en 1928, involucrando un tren más ligero pero en una pendiente mucho más pronunciada. 